# Mossana Debesai
Mossana Debesai (sinh ngày 25 tháng 11 năm 1993) là một tay đua xe đạp chuyên nghiệp người Eritrea, hiện đang lái xe cho đội nữ UCI Servetto, Piumate, Beltrami TSA.
Cô ấy đã tham gia cuộc đua đường trường nữ tại Giải vô địch thế giới UCI Road 2016, nhưng cô ấy đã không hoàn thành cuộc đua. Năm 2019, cô đã giành chiến thắng trong cuộc đua đường bộ Giải vô địch Chạy bộ châu Phi và năm 2018 và thử nghiệm thời gian cá nhân Giải vô địch Đường bộ châu Phi. Cô là em gái của Mekseb Debesay, người đã giành chiến thắng trong cuộc thi của nam giới trong cả hai sự kiện.